# Neazata multistrigaria
Neazata multistrigaria là một loài bướm đêm trong họ Geometridae.